# Celia Rees
Celia Rees (ur. 17 czerwca 1949 w Solihull) – brytyjska pisarka, twórczyni literatury dziecięcej i młodzieżowej.
Ukończyła studia na University of Warwick. Później pracowała jako nauczycielka języka angielskiego.
Jest mężatką i ma córkę. Mieszka w Royal Leamington Spa.

## Powieści
- Every Step You Take (1993)
- The Bailey Game (1994) (wyd. pol. 2003 Gra Baileya)
- Colour Her Dead (1994)
- Midnight Hour (1997)
- Ghost Chamber: A Ghost with a Deadly Secret (1997)
- The Soul Taker (1997)
- seria H.A.U.N.T.S

1. Is for Haunting (1998)
2. A Is for Apparition (1998)
3. U Is for Unbeliever (1998)
4. N Is for Nightmare (1998)
5. T Is for Terror (1998)
6. S Is for Shudder (1998)

- The Truth Out There (2000)
- Truth or Dare (2000)
- seria Dziecko czarownicy.

1. Witch Child (2000) (wyd. pol. 2004 Dziecko czarownicy)
2. Sorceress (2002) (wyd. pol. 2005 Spadkobierczyni)

- The Cunning Man (2001)
- Blood Sinister (2002)
- Pirates! (2003) (wyd. pol. 2006 Piraci!)
- The Wish House (2005)
- The Stone Testament (2007)
- Sovay (2008) (wyd. pol. 2010 Sovay : przygody pięknej rozbójniczki)
- The Fool's Girl (2010)
- This Is Not Forgiveness (2011)